# لوکاس (تگزاس)
لوکاس، تگزاس(به انگلیسی: Lucas, Texas) شهری در ایالت تگزاس از ایالات جنوبی ایالات متحده آمریکا است. در سرشماری سال ۲۰۰۰، جمعیت این شهر ۲۸۹۰ نفر اعلام شد.